# صاحب، قسطمونی
صاحب (به ترکی استانبولی: Sahip) یک منطقهٔ مسکونی در ترکیه است که در قسطمونی واقع شده‌است.